# Beulah Marie Dix
Pour les articles homonymes, voir Dix (homonymie).
Beulah Marie Dix (née le 25 décembre 1876, morte le 25 septembre 1970) est une scénariste américaine des débuts du cinéma, également auteur de romans et de livres pour enfants.

## Biographie
Née dans une famille de Nouvelle-Angleterre à Kingston, elle étudie au Radcliffe College, et est la première femme à recevoir le prestigieux prix littéraire Sohier literary. Plutôt que d'enseigner elle décide d'écrire et publie ses histoires dans des magazines. Elle se rend en Californie pour rendre visite à ses agents de théâtre qui l'introduisent dans le milieu du cinéma. Elle décide de s'essayer à écrire pour cette industrie naissante, pour la société Famous Players-Lasky. Elle se fait une réputation en particulier pour ses capacités à écrire des histoires avec des personnages historiques, et maitrise progressivement tous les aspects de l'écriture de scénarios. Elle est une des scénaristes les plus en vue à Hollywood à la fin des années 1910 et au début des années 1920.

## Publications
- Soldier Rigdale: How He Sailed in the Mayflower and How He Served Miles Standish (1899)
- Hugh Gwyeth; A Roundhead Cavalier (1899)
- The Making of Christopher Ferringham (1901)
- The Beau's Comedy (1902)
- The Life, Treason and Death of James Blount of Breckenhow (1903)
- The Fair Maid of Graystones (1905)
- Merrylips (1906)
- A Little Captive Lad (1910)
- Betty-Bide-At-Home (1912)
- The Fighting Blade (1912)
- The Gate of Horn (1912)
- Mother's Son (1913)
- Maid Melicent (1914)
- The Little God Ebisu (1914)
- Across the Border (1915)
- The Battle Months of George Daurella (1916)
- Blithe McBride (1916)
- The Glorious Game (1916)
- Hands off! (1919)
- Turned-about Girls (1922)
- Pity of God (1932)
- Friends in the End (1931)
- Wedding Eve Murder (1941)

## Filmographie partielle

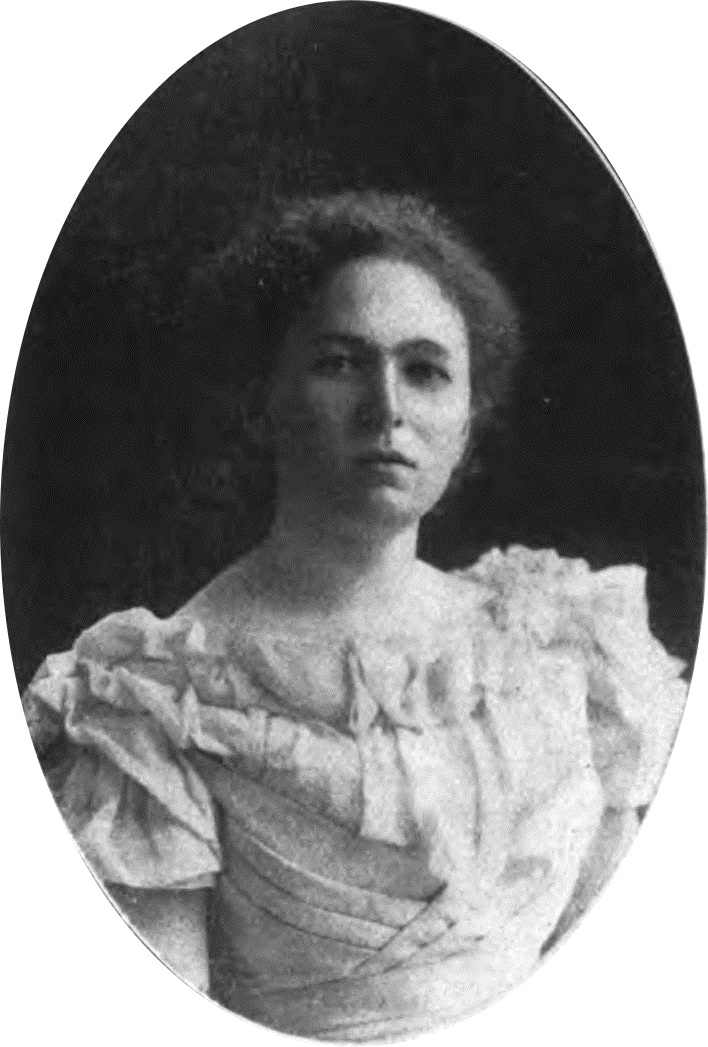
Portrait de Beulah Marie Dix vers 1906

- 1917 : The Sunset Trail (en)
- 1917 : The Cost of Hatred
- 1917 : Une flétrissure (On Record) de Robert Z. Leonard
- 1918 : La Blessure qui sauve (The Hidden Pearls) de George Melford
- 1918 : Le Mari de l'Indienne (The Squaw Man)
- 1919 : L'Orgueil de la faute (The Woman Thou Gavest Me )
- 1921 : Le Paradis d'un fou (Fool's Paradise) de Cecil B. DeMille
- 1922 : Borderland de Paul Powell
- 1922 : La Justicière (The Crimson Challenge) de Paul Powell
- 1923 : Nobody's Money de Wallace Worsley
- 1923 : The Fighting Blade
- 1923 : La Danseuse espagnole (The Spanish Dancer)
- 1924 : Le Tourbillon des âmes (Feet of Clay)
- 1925 : The Road to Yesterday
- 1926 : Son premier succès (Sunny Side Up) de Donald Crisp
- 1926 : Silence (Silence)
- 1927 : Le Médecin de campagne (The Country Doctor) de Rupert Julian
- 1927 : Fighting Love
- 1928 : Ned McCobb's Daughter
- 1928 : The Leopard Lady
- 1928 : La Fille sans dieu (The Godless Girl)
- 1929 : Black Magic
- 1930 : Midnight Mystery
- 1930 : Conspiracy
- 1931 : Three Who Loved
- 1933 : Toujours dans mon cœur (Ever in My Heart)
- 1933 : La Vie de Jimmy Dolan (The Life of Jimmy Dolan )
- 1935 : Qui ? (College Scandal)
- 1939 : Je suis un criminel (They Made Me a Criminal)
- 1942 : Trois Gouttes de poison (Sweater Girl)